# Jim Justice
James Conley Justice II (* 27. dubna 1951 Charleston, Západní Virginie) je americký politik a člen Republikánské strany, v letech 2017 až 2025 guvernér Západní Virginie a od roku 2025 senátor Senátu Spojených států amerických za Západní Virginii. 
Do roku 2015 byl členem Republikánské strany, v roce 2015 z ní však vystoupil a stal se členem demokratů. V roce 2016 byl zvolen guvernérem Západní Virginie poté, co jako člen Demokratické strany porazil republikána Billa Cola. V roce 2017 z Demokratické strany vystoupil a opět se stal členem republikánů. Ve volbách v roce 2020 obhájil funkci guvernéra, když tentokrát již jako republikán porazil o 33 % hlasů demokrata Bena Salanga. V roce 2024 byl zvolen západovirginským senátorem, funkci guvernéra již neobhajoval.
V minulosti byl dolarovým miliardářem, k roku 2021 mělo jeho jmění hodnotu asi 500 milionů dolarů (tj. asi 11 miliard korun). Od roku 1975 je ženatý, má dvě děti.